# 米羅湖
53°16′53″N 12°48′26″E / 53.28139°N 12.80722°E

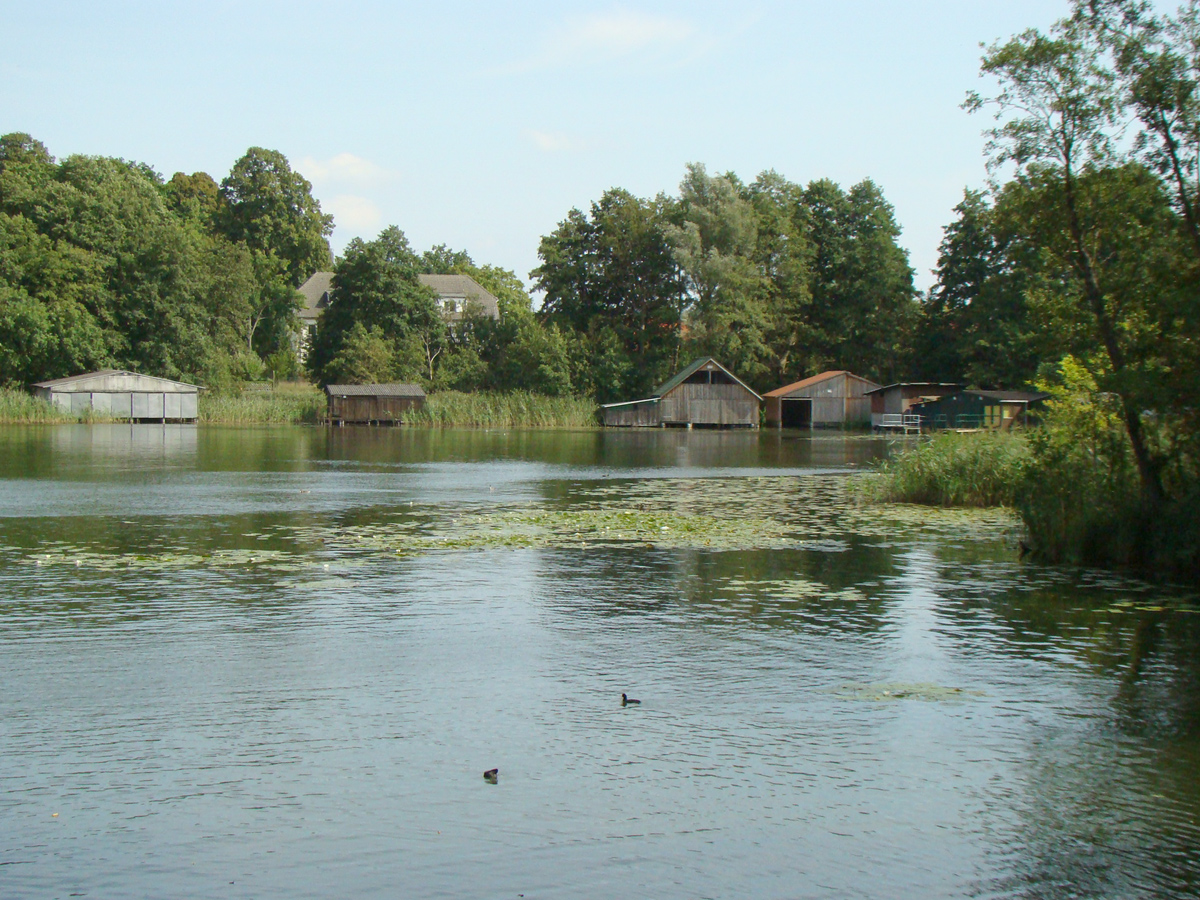

米羅湖（德語：Mirower See），是德國的湖泊，位於該國東北部，由梅克倫堡-前波美拉尼亞州負責管轄，處於梅克倫堡湖區縣，長2.5公里、寬0.7公里，面積1平方公里，海拔高度59米，最大水深7米。